# آن ماري ملكة اليونان
آن ماري داغمار إنغريد (بالدنماركية: Dronning Anne-Marie)‏ (باليونانية: Άννα Μαρία Βασίλισσα των Ελλήνων ، بالدنماركية: Anne Marie Dagmar Ingrid af Danmark )، ولدت كأميرة من العائلة المالكة الدنماركية في 30 أغسطس 1946 بأمالينبورغ، كوبنهاغن بالدنمارك، وهي قرينة آخر ملك لليونان قسطنطين الثاني، الذي حكم اليونان من 1964 إلى 1973.
هي ابنة ملك الدنمارك فريدريك التاسع والأميرة إنغريد فيكتوريا ابنة غوستاف السادس أدولف، ملك السويد؛ كما أنها الأخت الصغرى لملكة الدنمارك مارغريت الثانية وابنة عمة ملك السويد كارل السادس عشر غوستاف.
مع أنها ظلت تُعد رسمياً أميرة دنماركية حتى بعد زواجها؛ إضافة إلى أن زوجها هو نفسه أيضاً يعد أميراً دنماركياً بشكل رسمي وقانوني، إلا أن آن ماري قد أُجبرت على التخلي عن حقها وحق أبنائها في خلافة عرش الدنمارك قُبيل زفافها عروساً إلى قسطنطين الثاني الذي كان قد أصبح ملكاً لليونان قبل ستة أشهر من زواجهما. ويعود السبب في ذلك إلى أن قانون خلافة العرش في الدنمارك لا يسمح للأشخاص المتزوجين من حكام الدول الأجنبية ولا لأبنائهم من هذه الزيجات أن يعتلوا عرش البلاد.

## روابط خارجية
- آن ماري ملكة اليونان على موقع IMDb (الإنجليزية)
- آن ماري ملكة اليونان على موقع مونزينجر (الألمانية)